# Toni Soprano
Entoni Džon „Toni“ Soprano, Stariji (engl. Anthony John "Tony" Soprano, Sr.) je izmišljeni lik u američkoj televizijskoj seriji „Porodica Soprano“ (engl. The Sopranos) Dejvida Čejsa a njegov lik tumači glumac Džejms Gandolfini. Toni je Amerikanac italijanskog porekla koji živi u Nju Džerziju, gde je član najmoćnije lokalne kriminalne organizacije - mafijaške porodice Soprano. On je glavni lik serije i ujedno jedini lik koji se pojavljuje u svim epizodama serije.  
Na početku serije, Toni je kapetan u mafijaškoj porodici DiMeo (kasnije Soprano). Između prve i druge sezone, unapređen je na poziciju šefa, i na toj poziciji ostaje do kraja serije. Kroz seriju, Toni pokušava da održi ravnotežu između svoje porodice i kriminalne organizacije koju vodi. Pored toga, Toni ima problema i sa depresijom i napadima panike zbog čega je primoran da se obrati za pomoć psihijatru dr Dženifer Melfi već u prvoj epizodi serije.

## O liku

### Privatni život
Toni je rođen 1959. godine i odrastao je u Njuvarku i Zapadnom Orandžu, u Nju Džerziju. Toni je drugo od troje dece Džona Francisa (poznatiji kao Džoni Boj) i Livije Soprano i ima dve sestre, Dženis i Barbaru. Oženjen je Karmelom, koju je upoznao još dok je išao u školu, i sa njom ima dvoje dece: ćerku Medou i sina Entonija Mlađeg.
Tonijev otac nije živ, dok majka Liva, koja ima emotivnih i psihičkih problema, Toniju svakodnevno zadaje glavobolje. Starija sestra Dženis još od srednje škole ne živi sa porodicom. Bila je udata u Sijetlu, gde ima i sina, a sa Tonijem ima vrlo zategnut odnos, jer je on krivi za napuštanje porodice i stavljanje tereta nestabilne majke na njega. Mlađa sestra Barbara, koja je udata i ima dvoje dece, pokušava da izbegne povezanost sa mafijaškom strane svoje porodice, te ih i ne posećuje često.
Toni i Karmela imaju veoma komplikovan odnos. Iako je zadovoljna benefitima koje donosi titula žene mafijaškog šefa, Karmela često pomišlja na razvod zbog nesuglasica koje ima sa Tonijem, kao što su njegov posao, česte ljubavnice ili činjenica da će jednog dana verovatno postati udovica. Pored toga, njihovo dvoje dece svojim tinejdžerskim načinom razmišljanja i ponašanjem, još više otežavaju situaciju u kući.
Pored navedenih likova, kao bliži članovi porodice pominju se i Tonijev ujak Korado „Džunior“ Soprano, Karmelin rođak Kristofer Moltisanti, kao i Tonijev rođak Toni Blundeto koji u petoj sezoni izlazi iz zatvora. Sva tri lika su takođe članovi i Tonijeve mafijaške organizacije.

### Poslovni život
Iako je u javnosti predstavlja kao konsultant u kompaniji za upravljanje otpadom, Toni je u stvari član najjače mafijaške organizacije u Nju Džerziju. U skladu sa poslom kojim se bavi, nasilje je sastavni deo Tonijevog života. Ali tako je još od kad je bio malo dete, jer je u tom periodu prisustvovao nasilju koje su podjednako činili i otac Džoni Boj i majka Livija. Toni je u „posao“ ušao zahvaljujući svom ocu, koji je bio kapetan u mafijaškoj porodici DiMeo. Posle njegove smrti, Tonijevi mentori su bili očevi najbliži saradnici, koji su ga usmeravali kroz njegovu „karijeru“.
U vreme kada je Toni kapetan, nakon smrti Džekija Aprila, šef porodice postaje njegov ujak Džunior. Odnos između njih dvojice je bio jako dobar duži niz godina, jer je nakon smrti Džoni Boja Džunior bio očinska figura mladom Toniju. Međutim, na poziciji šefa porodice, Džunior nije bio popularan među saradnicima. Bio je poznat kao sebični lider, što je dovelo do preuzimanja pozicije šefa od strane Tonija, koji Džuniora ostavlja u poslu samo kao figuru, odnosno metu za FBI. Među velikim brojem Tonijevih poslovnih saradnika izdvajaju se Silvio Dante koji je Tonijev savetnik (consigliere), zatim Poli Goltijeri, kao i Karmelin rođak Kristofer. Silvio i Poli su dugo u poslu, a sarađivali su i sa Tonijevim ocem.
Danas, pozicija šefa porodice Toniju donosi mnogo muka. Pored svakodnevnih poslovnih problema, Toni je primoran i da planira ubistva svojih bliskih prijatelja i saradnika, zbog njihovog delovanja protiv „porodice“.

### Terapija
Toni je od detinjstva doživeo nekoliko napada panike nakon kojih je ponekad gubio svest. Prvi napad u seriji doživeo je na rođendanskoj zabavi njegovog sina, i nakon toga Toni odlučuje da potraži pomoć. Posle obavljanja raznih testova, otkriva da uzrok napada nije fizički, a dr Kuzamano upućuje Tonija na psihijatra, dr Dženifer Melfi. Toni se na početku terapije odupirao ideji da uzrok njegovih tegoba može biti psihološke prirode. On se na terapiji počinje otvarati tek nakon što mu dr Melfi objasni politiku poverljivosti doktor-pacijent. Njegova terapija uključuje razgovor o njegovim mislima i osećanjima iz oba aspekta njegovog života. Iako joj priča o svom stresnom poslu, on izostavlja nasilje povezano sa njegovom karijerom kriminalca. Toni sa dr Melfi priča o odnosima koje ima sa svojom porodicom, poslovnim saradnicima, ali i ljubavnicama koje se u seriji često smenjuju, zatim o svojim snovima, o svojoj majci Liviji, koja je nepopustljivo pesimistična i cinična, a u isto vreme traži i prezire pomoć. Krajem prvog sastanka Toni priznaje da i je deprimiran, a dr Melfi odlučuje da mu propiše „prozak“ koji treba da deluje kao antidepresiv.
Odnos Tonija i dr Melfi doživljava uspone i padove. Toni vremenom počinje da oseća nivo prijatnosti dok je sa dr Melfi koji nije osetio ni sa kim, čak ni sa svojom ženom. On razvija privlačnost prema dr Melfi, ali ga njeno osuđivačko ispitivanje čini neraspoloženim pa postaje sarkastičan i neprijateljski nastrojen, što dovodi do konstantne napetosti u njihovom odnosu. Sa druge strane, iako ga se ponekad plašila, dr Melfi počinje da oseća privlačnost prema Toniju, ali za razliku od njega, ona te nikada otvoreno ne pokazuje. Stres koji izaziva posao psihologa ozloglašenom kriminalcu, ali i istovremena osećanja koja gaji prema njemu, rezultuju svakodnevnim konzumiranjem votke, kao i traženjem pomoći od svog psihologa, koji joj prepisuje lekove koji bi trebalo da joj pomognu da se psihički stabilizuje.
Tonijeva terapija je više šuta prekidana i nastavljanja. Najduži prekid usledio je nakon što je Džunior saznao za Tonijevu terapiju, pa je Toni bio primoran da je prekine i posavetuje dr Melfi da se pritaji na određeno vreme, ili još bolje da ode iz grada. I nakon tog prekida, terapije je nastavljena i traje do samog kraja serije, a s obzirom na otvorenost koju ima prema njoj, dr Melfi je verovatno osoba koja Tonija najbolje poznaje.

### Ljubavne afere
Toni je sklon održavanju ljubavnih odnosa van braka. Njegova supruga Karmela je toga svesna i obično ignoriše tu činjenicu ali je ponekad pomene u porodičnim svađama, posebno na kraju četvrte sezone kada Tonijeva afera dovodi do njihovog rastavljanja. Toni obično ima ljubavnice koje viđa duži period, iako nije retkost da provodi noći sa striptizetama iz kluba.
Ljubavnice:
- Irina - mlada Ruskinja koju viđa u prve dve sezone. Irina je alkoholičarka, pa u pijanom stanju često zove Tonija na kućni broj, što njega navodi da prekine vezu s njom.

- Gloria Trilo - Amerikanka italijanskog porekla koja radi kao prodavačica Mercedesa. Uponznali su se u čekaonici kanceliarije dr Melfi u trećoj sezoni, nakon čega su počeli da se viđaju. Međutim, Toni odlučuje da prekin vezu nakon što ga Gloria počne pratiti i zvati na kućni broh. Nakon raskida, Gloria izvršava samoubistvo.

- Valentina La Paz - trgovac umetnostima kubansko-italijanskog porekla. U seriji se pojavljuje u četvrtoj sezoni kao ljubavnica Ralfa Sifareta, ali nakon raskida sa njim počinje da se viđa sa Tonijem. U petoj sezoni, Valentina se slučajno zapali spremajući obrok za Tonija. Ubrzo nakon toga on odlučuje da se vrati Karmeli i prekida vezu sa Valentinom koja se oporavlja u bolnici.

- Džulijana Skiff - agent za nekretnine jevrejskog porekla. Upoznaje Tonija u šestoj sezoni kada mu predlaže da proda zgradu koja je u njegovom vlasništvu. Iako započinju vezu, nikada je ne konzumiraju seksualno. Toni se povlači i odlučuje da bude veran Karmeli. Džulijana kasnije počinje da se viđa sa Kristoferom.

### Snovi
Toni s vremena na vreme ima živopisne snove koje gledaoci mogu da vide.
- U prvoj epizodi, Toni govori dr Melfi o snu u kojem se u njegovom pupku nalzi šraf. Nakon što ga je odvio, njegov penis otpada. Toni pokušava pronaći automehaničara (koji je radio na njegovom Linkolnu u vreme kad je vozio istog) kako bi ga vratio, ali patka doleće i uzima mu penis iz ruku.

- U epizodi „“, Toni sanja o nekoliko ljudi iz svog života u kancelariji dr Melfi, što kod njega izaziva paranoju da će ljudi otkriti da on posećuje psihijatra. San se završava Tonijevom svađom sa dr Melfi, tokom kojeg otkriva kako zapravo razgovara sa svojom majkom, Livijom.

- U epizodi „“, Toni ima nekoliko snova i fantazija o dr Melfi. Uveren je kako je zaljubljen u nju, ali ga ona odbija nakon što joj se on počne udvarati.

- U epizodi „Isabella“, Toni, pateći od depresije nakon nestanka Big Pusija, upoznaje studentkinju stomatologije Izabelu koja živi kod njegovih suseda Kuzamanovih koji su na odmoru. Kasnije otkriva kako je sve bila halucinacija izazvana prevelikom dozom litijuma, kao i da Izabela predstavljala majku koju nikad nije imao.

- U epizodi „Funhouse“, duga sekvenca snova prikazuje Tonijeve misli i osećanja kroz simbolične i ponekad bizarne događaje: pokušava osujetiti lekarevu lošu dijagnozu pokušajem samozapaljenja, gleda samog sebe kako ubija Polija Goltijerija tokom kartaške partije, vodi razgovor sa dr Melfi istovremeno uživajući u vidljivoj erekciji, a riba s glasom Big Pusija povtvrđuje njegove sumnje da je njegov dugogodišnji prijatelj i saradnik doušnik.

- U epizodi „“, Toni sanja o svojoj bivšoj ljubavnici Gloriji Trilo ubrzo nakon saznanja za njeno samoubistvo bešenjem. Posećuje njen stan i pronalazi je u crnoj haljini sa crnim šalom oko vrata. Ona sprema večeru, a nakon što on priđe šporetu, šal se obmota oko Tonija. Malter sa plafona pada ispred njega, a nakon što digne pogled, ugleda gotov iščupan luster. Gloria se iznenada ponovo pojavljuje za stolom i ponudi Toniju izbor da vidi šta joj se nalazi ispod haljine ili ispod šala. Toni se budi i odlazi u kupatilo po lekove.

- U epizodi „Calling All Cars“ Toni ima dva sna u kojima se pojavljuje Ralf Sifareto. U prvom se nalazi u očevom automobilu koji vozi Karmela, dok Ralf sedi na mestu suvozača. Po Ralfovom temenu gmiže gusenica. Pojavljuju se i Gloria Trilo i Svetlana Kiriljenko kao Tonijeve saputnice. Gusenica se pretvara u leptira. Dr Melfi mu kasnije govori kako san označava promenu za Ralfija (kojeg je Toni prethodno ubio) i Karmelu koja ima kontrolu, što se Toniju ne sviđa. U drugom snu Toni sledi Ralfa do stare kuće u koju Ralf ulazi. Toni je obučen u pantalone, tregere i potkošulju. Ruši vrata, a ženska figura polako nestaje u senci; vrata zaškripe. Toni kaže kako je tu zbog zidarskog posla, ali ne govori engleski dobro (Tonijev deda je bio imigrant zidar). Taman kada Toni pokuša da uđe u kuću, probudi se.

- U epizodi „“, Toni se miri sa činjenicom da mora ubiti svog rođaka Tonija Blundeta, kao i sa svojim unutrašnjim demonima i strahovima kao što su budućnost njegove dece, odnos sa suprugom, njegove nevere, pokojni poznanici koji su umrli od njegove ruke ili po njegovim naredbama, njegova sudbina te čak odnos sa ocem. Opet je prikazan u očevom autu u društvu nekoliko poznanika iz prošlosti.

- U epizodi „Kennedy and Heidi“, uznemireni Toni ima san nakon smrti Kristofera Moltisantija. U ovom snu govori dr Melfi da je Kristofer bio teret i da mu je lakše sada kada je mrtav. Nakon toga joj kaže kako je ubio Big Pusija i svog rođaka Tonija Blundeta. Nakon sna ponaša se drugačije prema prijateljima i porodici, pokušavajući videti je li i njima lakše sada kada je Kristofer mrtav.

## Zanimljivosti
Tonijev odnos sa majkom Livijom zasnovan je na odnosu koji je tvorac serije Dejvid Čejs imao sa svojom majkom. Čejs je prvobitno želeo da glavnog lika nazove Tomi Soprano ali se u poslednjem trenutku predomislio.
Rej Liota je bio glavni kandidat za ulogu Tonija Soprana ali ju je odbio govoreći da ne želi da se obavezuje televizijskoj seriji. Kasnije, Lioti je pregovarao i za ulogu Ralfa Sifareta ali je i nju odbio.
Kandidati za glavnu ulogu bili su i glumci Stiven van Zant, Dejvid Proval i Majkl Rispoli. Kasnije, Stiven Van Zant je dobio ulogu Silvia Dantea, Dejvid Proval ulogu Ričija Aprila a Majkl Rispoli ulogu Džekija Aprila.
Džejms Gandoolfini, koji tumači Tonija Soprana, je jednom prilikom izjavio da u privatnom životu nije nimalo sličan liku kojeg igra u seriji. Za ulogu u filmu „Meksikanac“ (2001.) morao je da smrša više od 18 kilograma, ali je izgubljenu kilažu morao da povrati pre nastavka snimanja „Porodice Soprano“, jer producenti nisu verovali da će se gledaocima svideti mršavi Toni. Za vreme snimanja serije postao je blizak prijatelj sa Lorejn Brako, koja u seriji tumači lik dr Dženifer Melfi. Kao i lik kojeg igra u seriji, i Džejms Gandolfini je Amerikanac italijanskog porekla.
Za svoju glumu u „Porodici Soprano“ Džejms Gandolfini je dobio ukupno 12 nagrada i bio nominovan 20 puta. Među značajnijim, izdvajaju se Emi nagrada za najboljeg glavnog glumca u televizijskoj drama seriji, koju je dobio 3 puta (nominovan 6 puta), kao i Zlatni Globus za najbolje izvođenje u televizijskoj drama seriji (nominovan 4 puta).

## Spoljašnje veze
- Porodica Soprano na zvaničnom sajtu televizije HBO (језик: енглески)
- Toni Soprano Архивирано на веб-сајту  (12. фебруар 2012) na IMDb (језик: енглески)